# Toro (Spanien)
Toro ist eine spanische Kleinstadt und Hauptort einer Gemeinde (municipio) in der Provinz Zamora in der Autonomen Gemeinschaft Kastilien und León mit 8.369 Einwohnern (Stand: 2024), die sich selbst als Toresanos bezeichnen.

## Lage
Die Kleinstadt Toro liegt auf einem Plateau über dem Fluss Duero in einer Höhe von etwa 705 m. Die Entfernung zur Provinzhauptstadt Zamora beträgt knapp 40 km (Fahrtstrecke) in westlicher Richtung; Valladolid, die Hauptstadt der Nachbarprovinz, liegt gut 66 km nordöstlich. Das Klima im Winter ist durchaus kalt, im Sommer dagegen warm bis heiß; die spärlichen Regenfälle (ca. 375 mm/Jahr) fallen verteilt übers ganze Jahr.

## Bevölkerungsentwicklung
| Jahr      | 1857  | 1900  | 1950   | 2000  | 2019  |
| Einwohner | 8.684 | 8.379 | 10.019 | 9.325 | 8.713 |

Trotz der Reblauskrise im Weinbau und der Mechanisierung der Landwirtschaft ist die Einwohnerzahl der Kleinstadt seit Beginn der Aufzeichnungen weitgehend konstant geblieben.

## Wirtschaft
Die Umgebung der Stadt ist in hohem Maße landwirtschaftlich geprägt; die Stadt selbst fungierte als regionales Dienstleistungszentrum für Handel, Handwerk und Dienstleistungen aller Art. Der Weinbau nimmt schon lange eine bedeutende Rolle ein; Toro hat eine eigene Herkunftsbezeichnung (denominación) für Wein (siehe: Toro (Weinbauregion)).

## Geschichte
Die ältesten archäologischen Funde gehen in die keltiberische und römische Zeit zurück. Bereits in vorrömischer Zeit war die Gegend von den Vaccaei besiedelt; der griechische Historiker Polybios erwähnt Ortsnamen wie Helmántica (Salamanca) und Arbucala; letzterer wurde von den Römern in Albucela, im Mittelalter dann in „Toro“ verändert. Im 8. Jahrhundert wurde der Ort von den Mauren erobert. Nach der Rückeroberung (reconquista) Spaniens durch die Christen wurde die fruchtbare Gegend seit dem Ende des 9. Jahrhunderts mit Siedlern aus Asturien, Navarra und dem Baskenland wieder besiedelt.
Ferdinand III. von Kastilien wurde im Jahr 1230 in Toro zum König gekrönt; seine Gemahlin Elisabeth von Schwaben verstarb hier fünf Jahre später. In den Ständeversammlungen (cortes), die 1369 unter Heinrich II., 1397 unter Heinrich III. und 1426 und 1442 unter Juan II. stattfanden, hatte Toro Stimmrechte. Im Jahr 1476 war die Stadt Schauplatz der Schlacht von Toro – diese entstand aus dem Konflikt um die Krone Kastiliens zwischen Juana la Beltraneja und Isabella von Kastilien. Im Jahr 1505 wurde in Toro die Ständeversammlung einberufen, bei der König Ferdinand das Testament von Königin Isabella verlas. Johanna die Wahnsinnige wurde zur Königin proklamiert und die „Gesetze von Toro“ wurden veröffentlicht.
Danach begann der politische und wirtschaftliche Niedergang der Stadt, bis sie im 17. Jahrhundert aufgrund ihrer Bedeutung für die Landwirtschaft und insbesondere für den Weinanbau zur Provinzhauptstadt ernannt wurde – ein Status, den sie jedoch 1833 aufgrund der Neugliederung Spaniens wieder verlor.

## Sehenswürdigkeiten

### Kollegiatkirche Santa María la Mayor

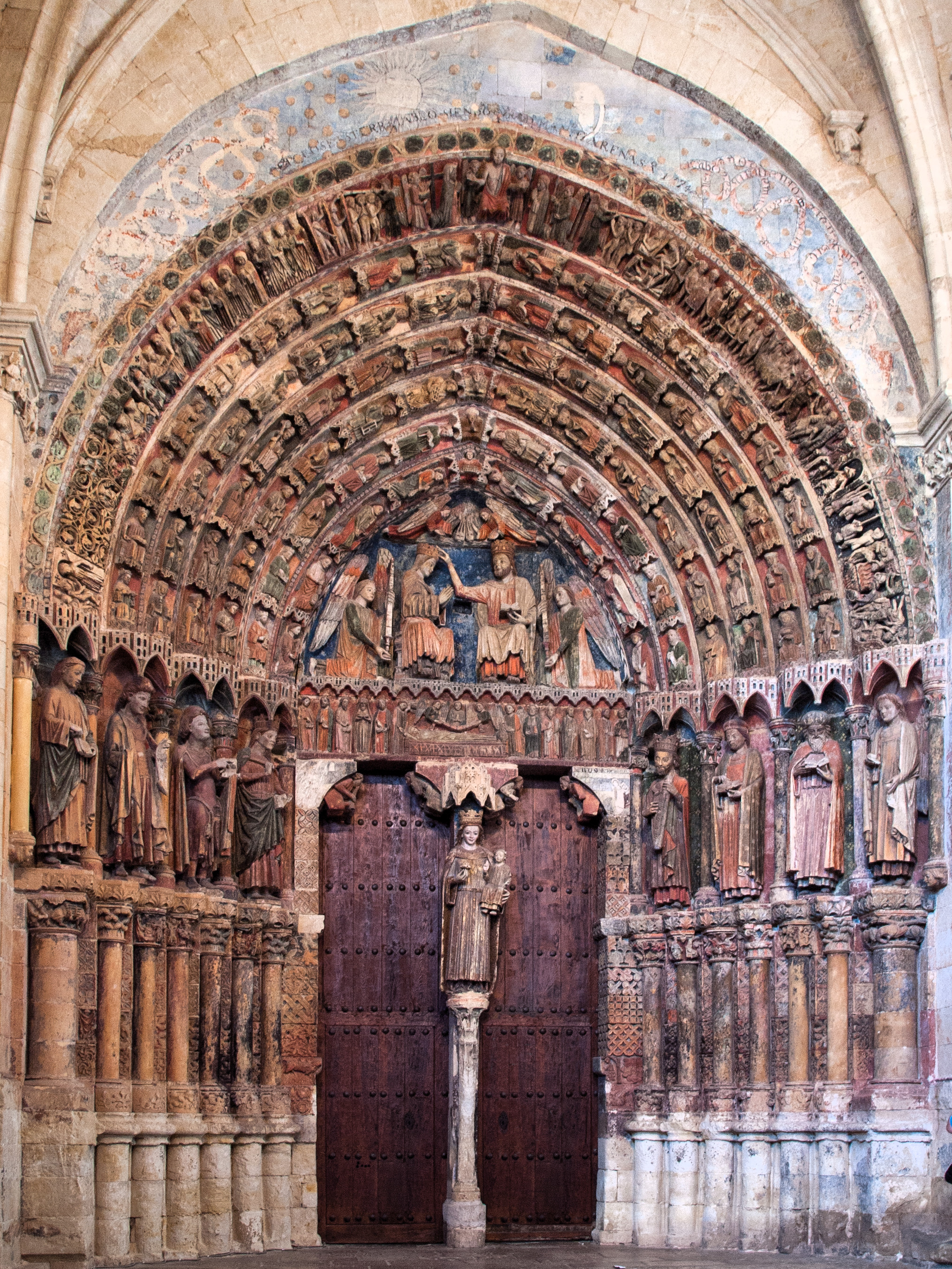
Gotisches Portal der Colegiata mit Teilen der farbigen Fassung

Besonders sehenswert ist die Kollegiatkirche Colegiata de Santa María la Mayor, deren Bau bereits im Jahre 1160 unter Alfons VII. begonnen wurde, sich aber bis etwa 1240 (evtl. sogar bis gegen Ende des 13. Jahrhunderts) hinzog. Während der Herrschaft der katholischen Könige wurde sie zur Stiftskirche erhoben. Die Kirche besteht aus drei Schiffen und einem Querschiff; die Vierung wird von einer außergewöhnlichen Rippenkuppel gekrönt. Die Kirche beinhaltet romanische und frühgotische Stilelemente: Das tympanonlose romanische Portal auf der Nordseite zeigt einen maurisch anmutenden Vielpassbogen. Das gotische Westportal, das „Portal der Majestät“, ist mit Figuren, die Engel, Könige, Propheten, Patriarchen, Jungfrauen und Bischöfe darstellen, geschmückt; bemerkenswert ist, dass die früher üblicherweise im Tympanonfeld zu findende Darstellung des Jüngsten Gerichts nach französischen Vorbildern durch eine Marienkrönung ersetzt wurde. Das Jüngste Gericht ist stattdessen in die äußerste Archivolte gerückt. In der Sakristei befindet sich das Bild „Maria mit der Fliege“, ein flämisches Gemälde aus dem 16. Jahrhundert.

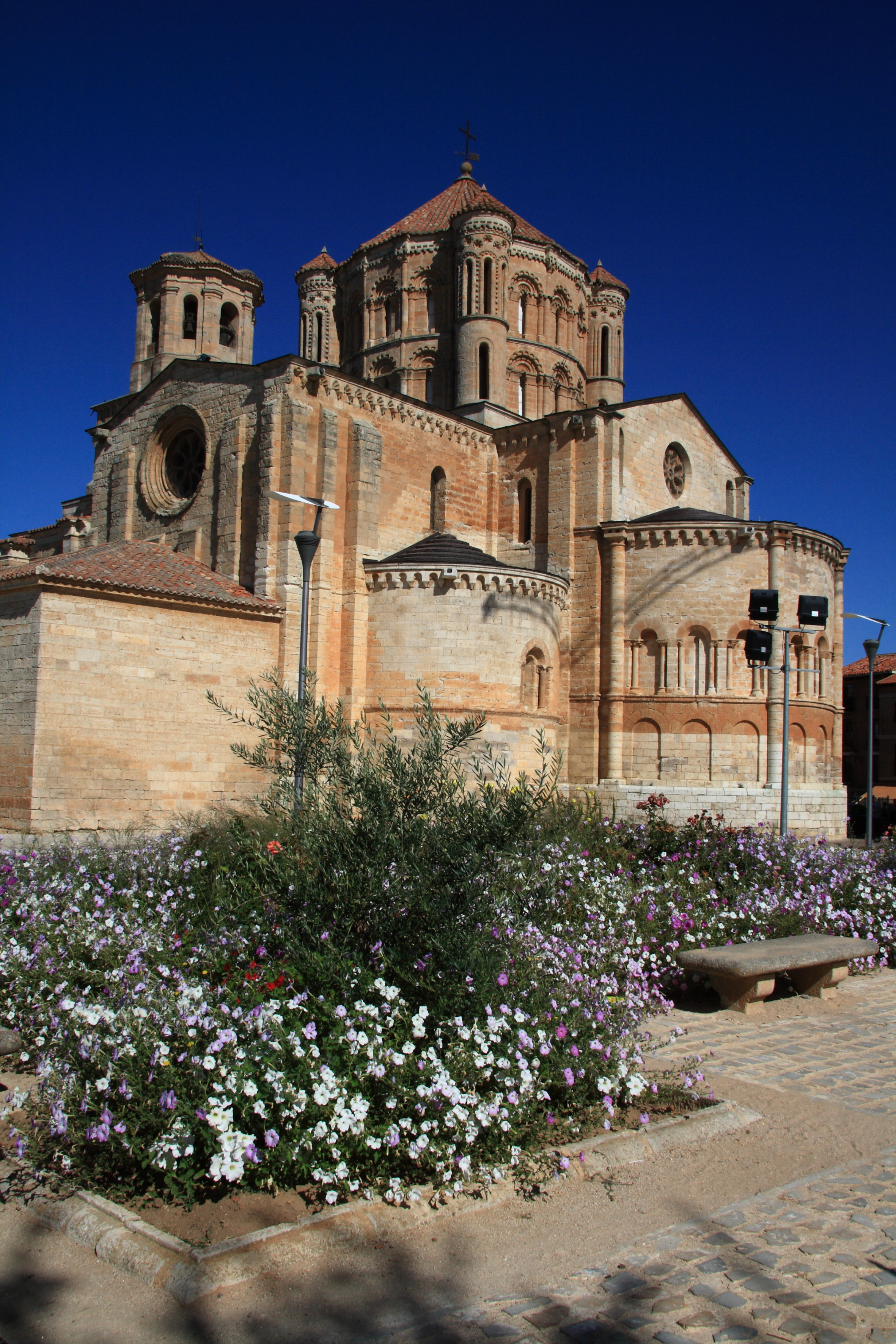
Kollegiatkirche von Toro
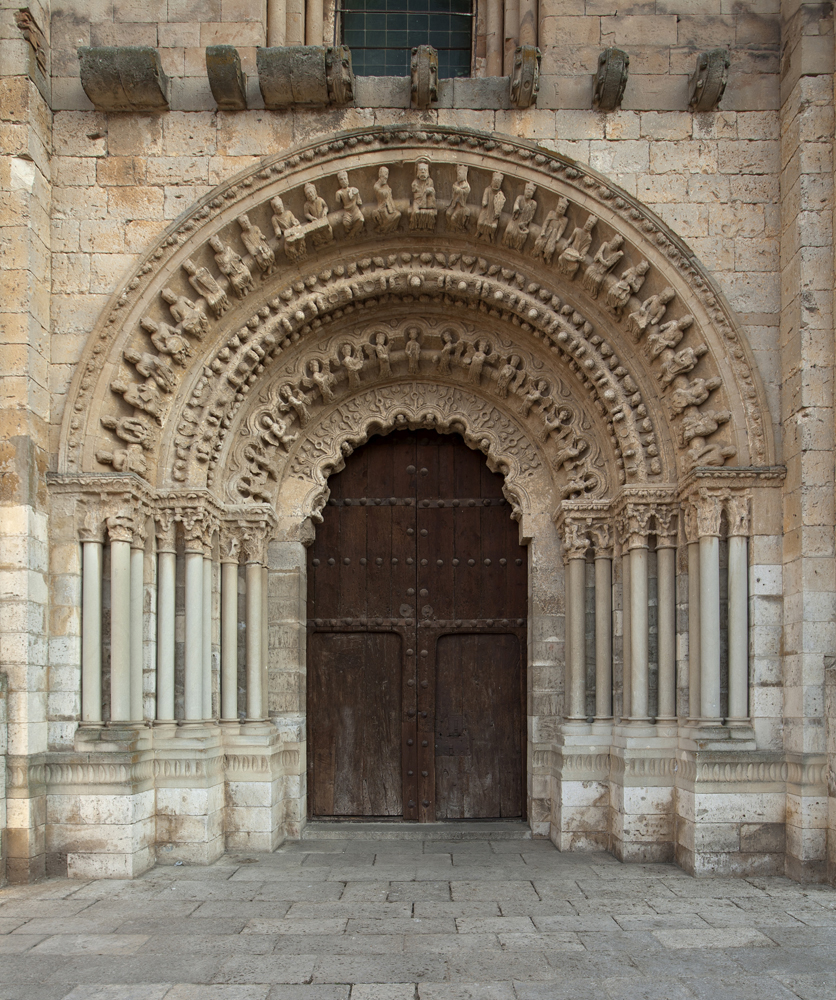
Romanisches Portal der Colegiata
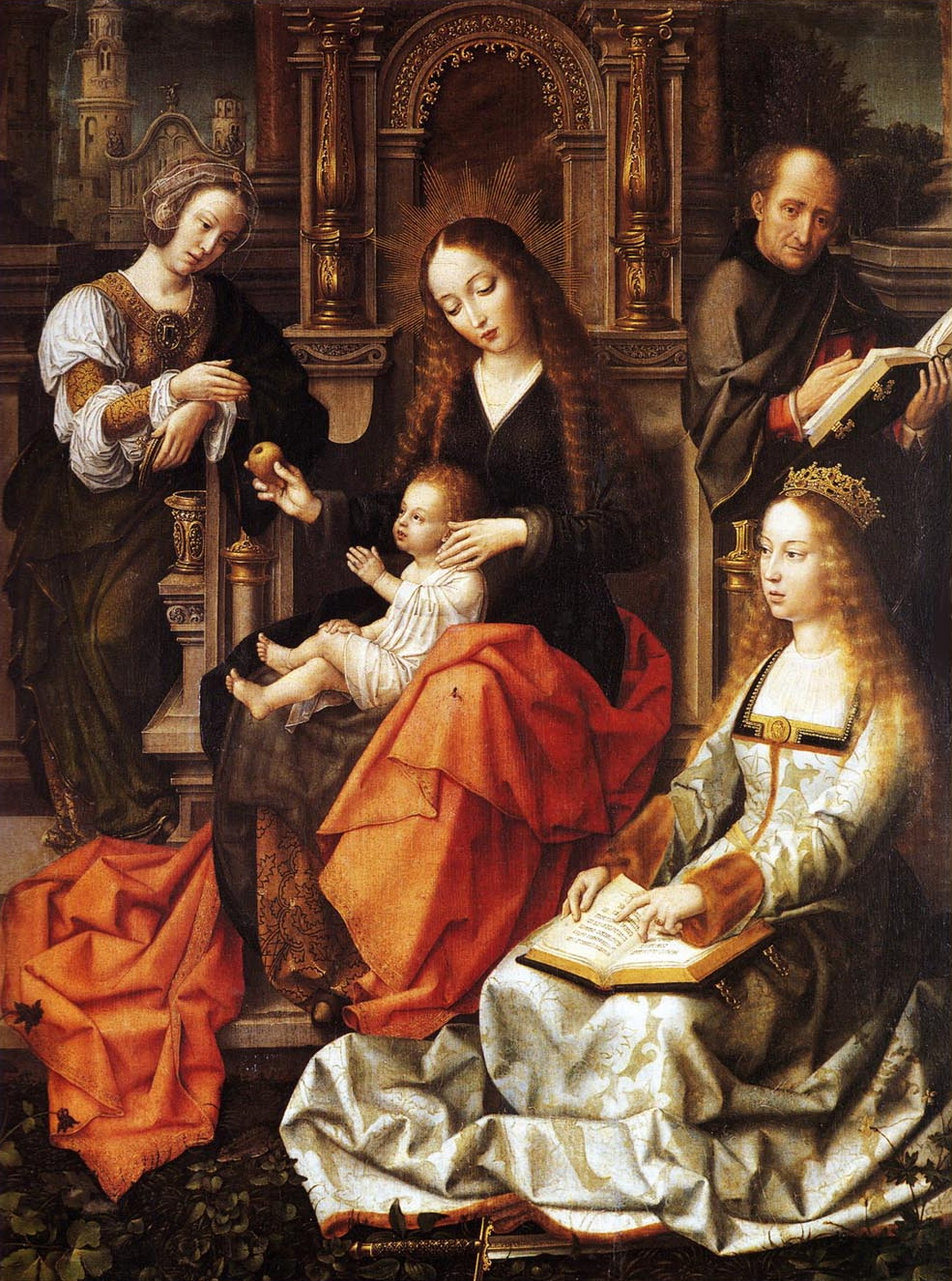
„Madonna mit der Fliege“ (flämisch 16. Jh.)

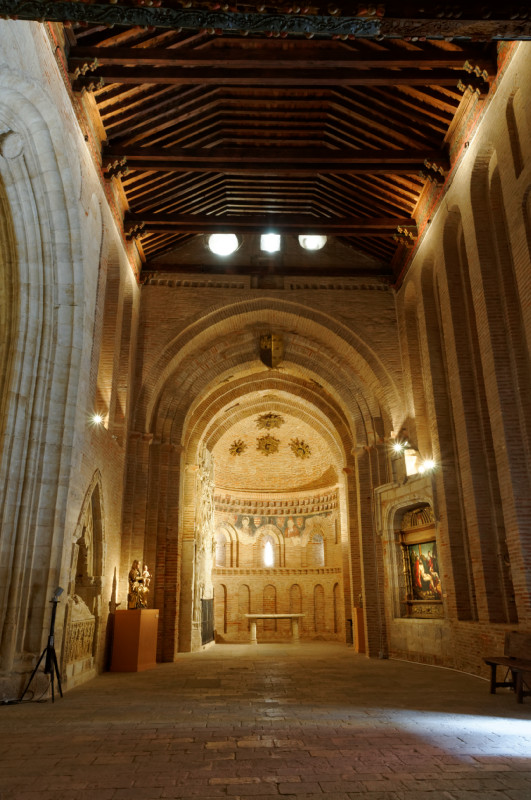
San Lorenzo el Real – Inneres

### Kirche San Lorenzo el Real
Die Iglesia de San Lorenzo el Real ist eine Kirche des 12. Jahrhunderts im Mudéjar-Stil. Das einschiffige Innere des ursprünglich – mit Ausnahme von Teilen des Fundamentbereichs – ganz aus Backstein errichteten Gotteshauses überzeugt durch seine schlichte Eleganz, zu der auch ein offener Dachstuhl im maurischen Stil beiträgt. In der Apsis finden sich noch Reste von Fresken.

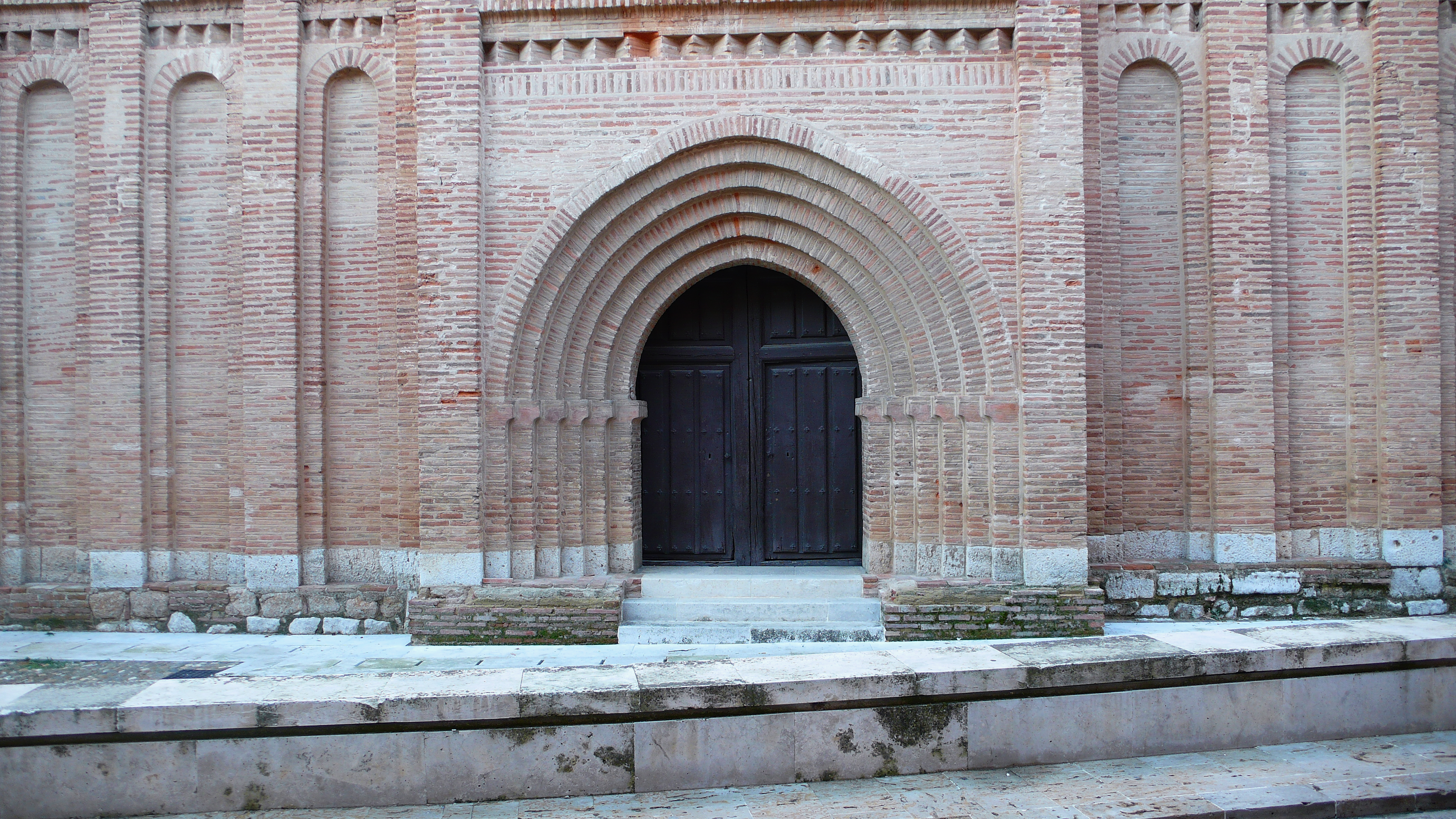
San Lorenzo el Real – Westseite
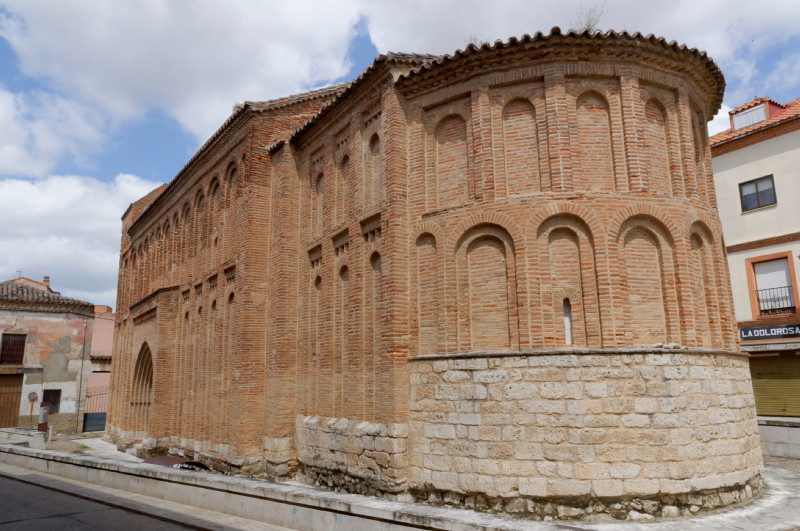
San Lorenzo el Real – Apsis und Südseite

### Kirche San Salvador de los Caballeros
Die – in Teilen verputzte – dreischiffige Mudéjar-Kirche Iglesia de San Salvador de los Caballeros gehörte ehemals dem Templerorden und beherbergt heute ein sehenswertes Museum für sakrale Kunst.

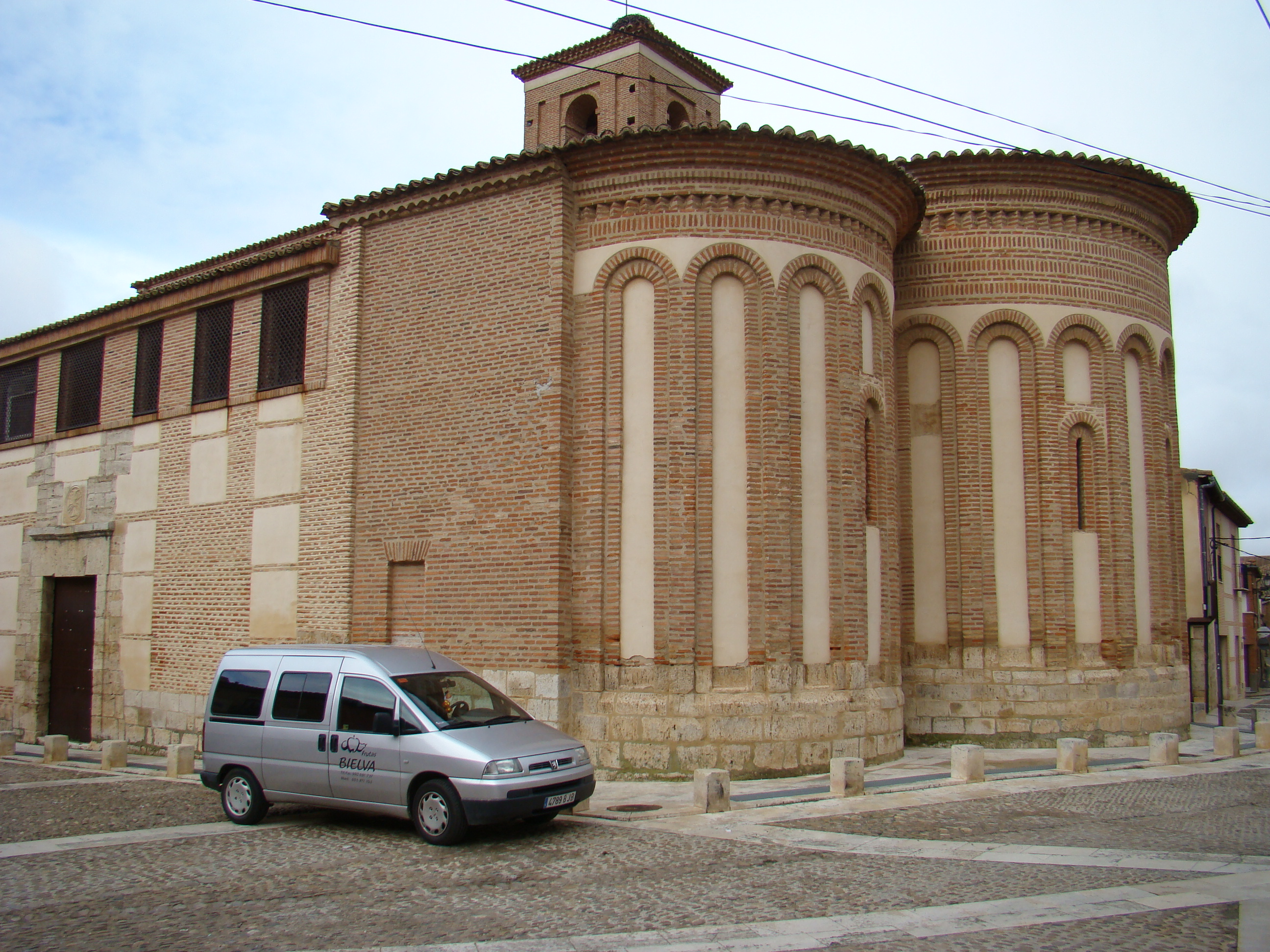
San Salvador – Apsiden und Südseite
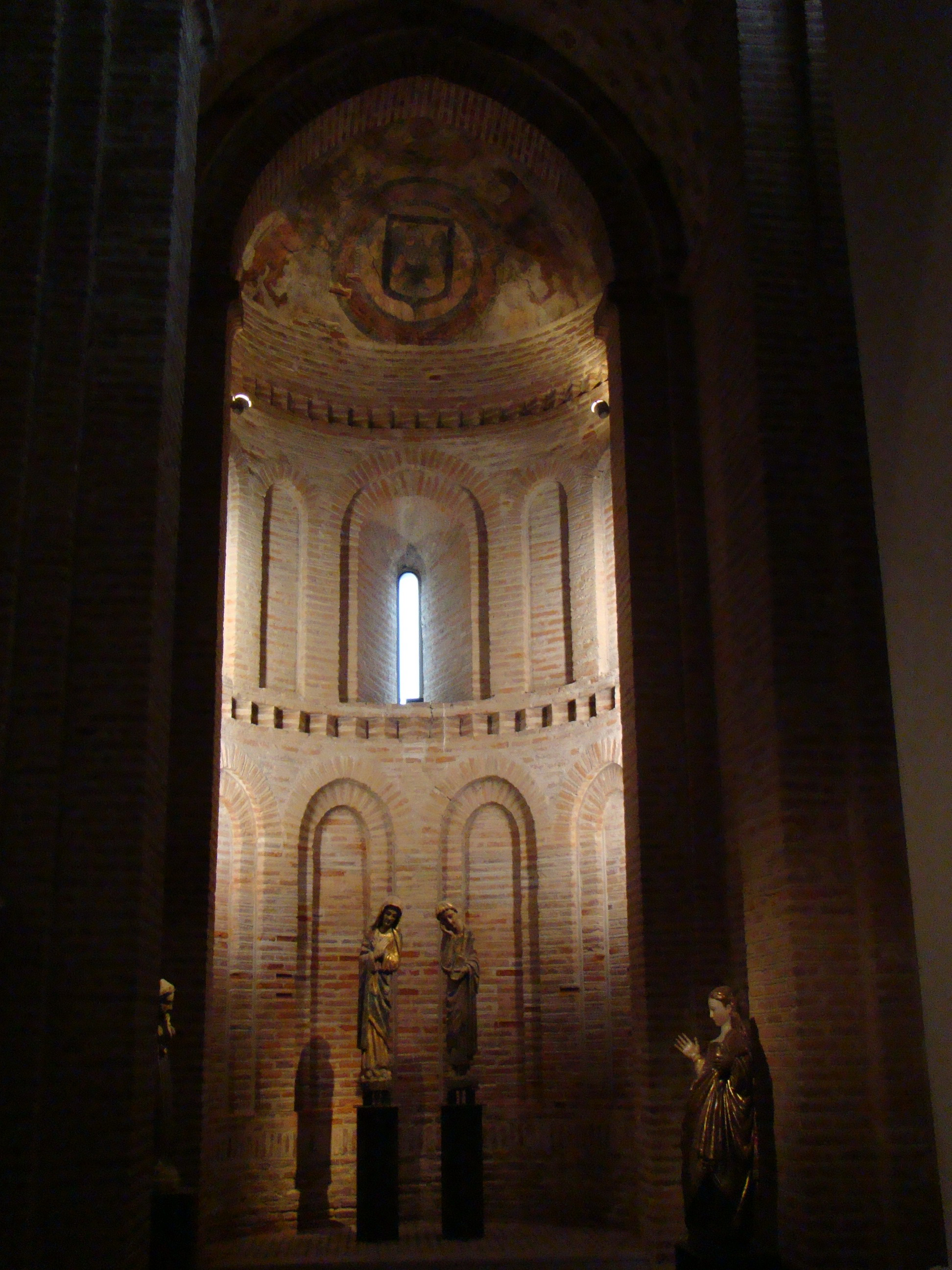
San Salvador – Blick in die Apsis
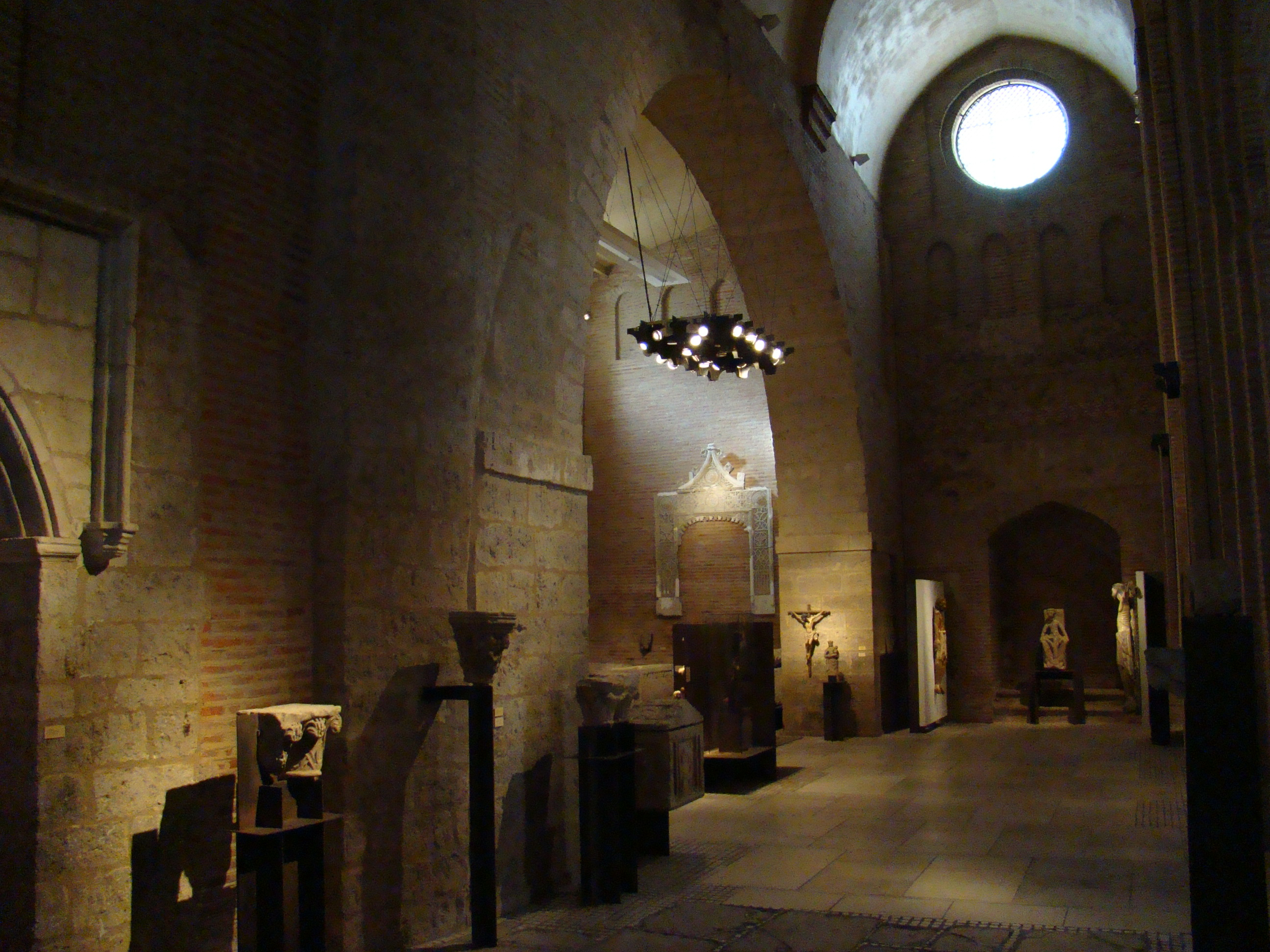
San Salvador – Blick in das Hauptschiff

### Sonstige
- An der Plaza Mayor befindet sich das Rathaus (ayuntamiento) aus dem 18. Jahrhundert. Es ist im barocken und klassizistischen Stil erbaut.
- An der Plaza Mayor steht auch die gotische Kirche des Hl. Grabes (Iglesia del Santo Sepulcro), die den Chorherren vom Heiligen Grab[4] gehörte.
- Nicht weit davon entfernt steht der Uhrenturm (torre de reloj), der gleichzeitig als Stadttor gedient hat. Er wurde im 18. Jahrhundert erbaut.

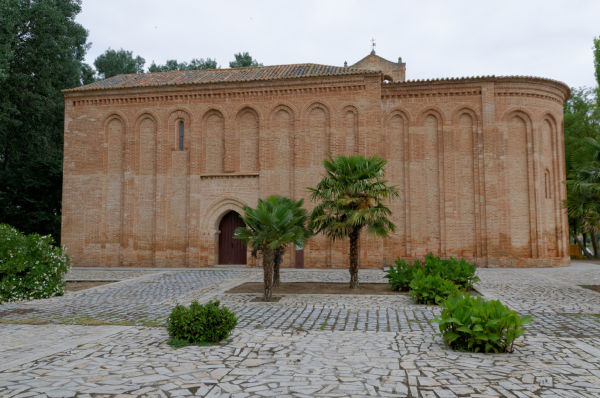
Ermita de Santa Maria de la Vega

- Etwas außerhalb des Stadtkerns befindet sich das Kloster Real Monasterio de Santi Spiritus. Es wurde 1307 von der Portugiesin Teresa Gil gegründet und von Dominikanerinnen bewohnt. Heute dient das Kloster als Museum, es leben nur noch wenige Nonnen darin. Von besonderer Bedeutung ist das Grabmal aus Alabaster der um 1420 verstorbenen portugiesischen Königin Beatrix.
- Vom Palazio de los Leyes steht lediglich das Portal mit den 83 bekannten Gesetzen. Hier wurde am 11. Januar 1505 das Testament der im November des Vorjahres verstorbenen Isabella der Katholischen von ihrem verwitweten Ehemann Ferdinand II. von Aragón verlesen. Der Rest des Gebäudes fiel 1923 einem Brand zum Opfer.
- Die Kirche des ehemaligen Prämonstratenserklosters (Monasterio de Santa Sofía (Toro)) vereinigt Stilelemente der Gotik, der Renaissance und des Mudéjar-Stils.
- Der Arco de Postigo ist neben dem Arco de Reloj ein weiteres Tor in der alten Stadtmauer.
- Die Puerta de Cooredera ist ein Stadttor der neueren Mauer und wurde 1602 erbaut.
- An der Plaza de Agustín steht der im 10. Jahrhundert erbaute Alcázar (Burg), der häufig auch nur als „Gefängnis“ (carcel) bezeichnet wird.
- Weitere interessante Kirchen sind die Santissima Trinidad und San Sebastián des os Caballeros, die im 13. Jahrhundert erbaut und im 16. Jahrhundert wieder aufgebaut wurden.
- Ferner gibt es in der Stadt einige alte Paläste, die teilweise zu besichtigen sind.
- Etwas außerhalb der Stadt steht die Einsiedlerkirche der Ermita Santa Maria de la Vega de Toro – ebenfalls ein Mudéjar-Backsteinbau aus dem 12. Jahrhundert.

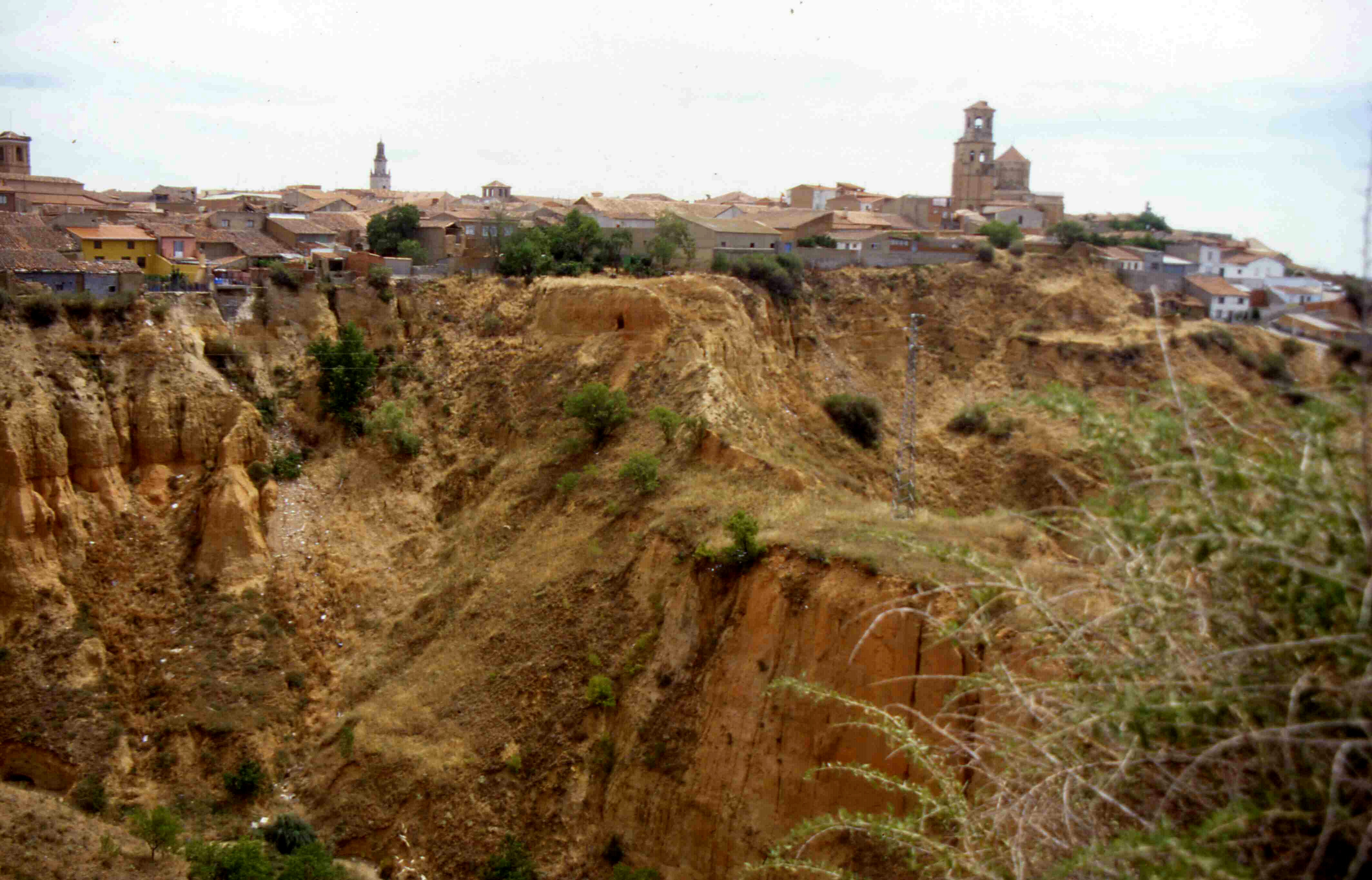
Blick auf Toro

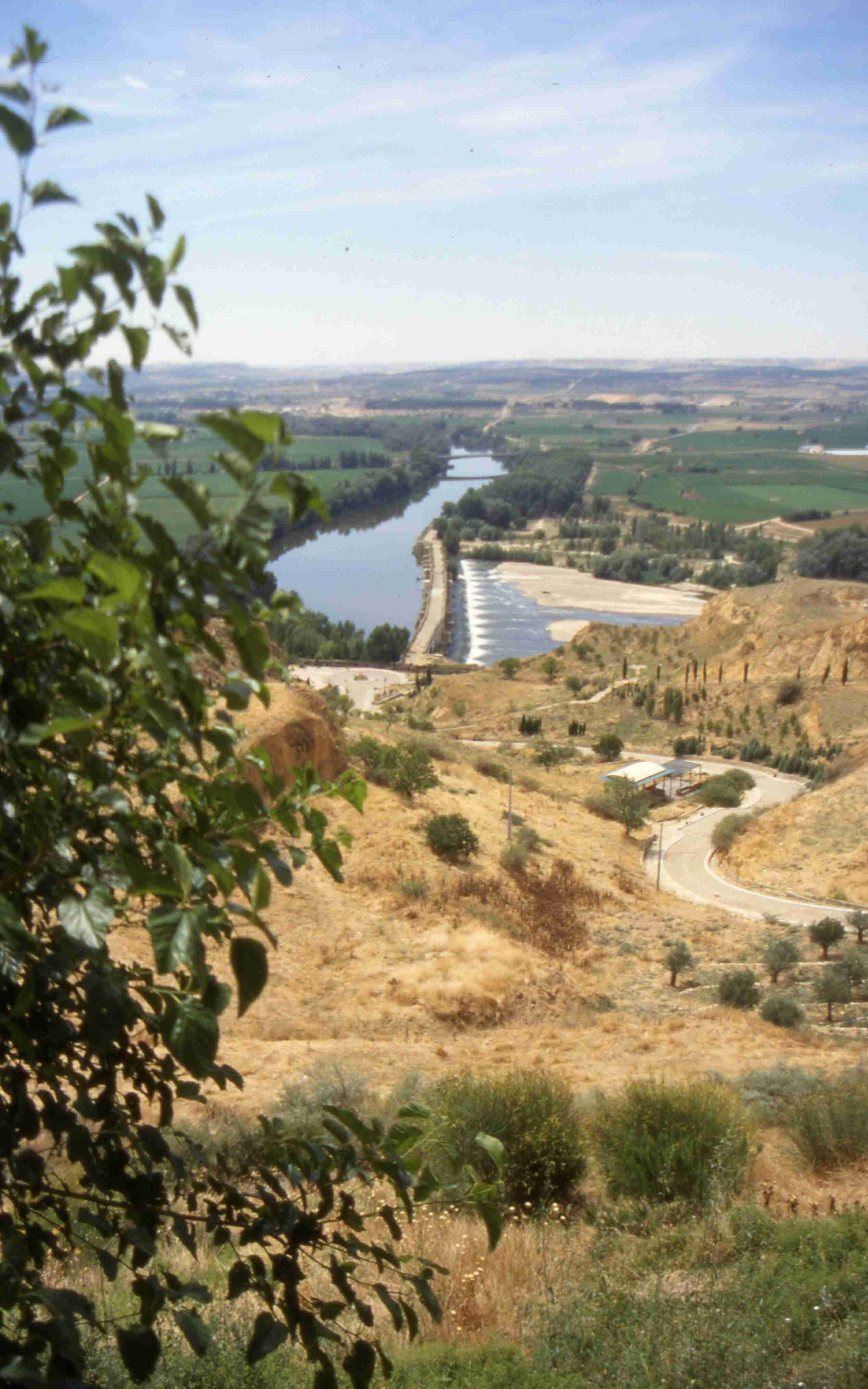
Toro – Blick auf den Duero

## Kultur

### Feste
Toro selbst wirbt mit dem Karneval und der Fiesta San Agustín, die Ende August stattfindet. Zur Fiesta befinden sich in der Stadt dreimal mehr Gäste als Einwohner. Am Abend findet ein farbenfroher Umzug mit bunten, leuchtenden Wagen, Musik und Fußgruppen statt. Ferner gibt es die Semana Santa, die Romería del Cristo de las Batallas, die im Mai stattfindet, und im September das Fest Virgen del Canto.

### Musik
Weit über die Grenzen der Stadt hinaus ist die Banda de Musica la Lira bekannt; das Orchester besteht schon seit 1890. Es hat bereits mit dem berühmten Dirigenten Jesús López Cobos, der aus Toro stammt und bereits Musikdirektor des Spanischen Nationalorchesters und der Deutschen Oper in Berlin war, gespielt.

## Persönlichkeiten
- Alonso de Fonseca I. (1418–1473), Bischof von Ávila, Erzbischof von Sevilla und Santiago de Compostela
- Diego de Deza (1443–1523), Dominikaner, Erzbischof von Sevilla 1504–1523
- Juan Rodríguez de Fonseca (1451–1524), Staatsmann, Bischof von Burgos
- Juan Pardo de Tavera (1472–1545), Kardinal und Großinquisitor
- Delhy Tejero (1904–1968), Malerin und Zeichnerin
- Jesús López Cobos (1940–2018), Dirigent

## Partnerstädte
- Dormagen, Deutschland
- Condom, Frankreich